# Società Pattinatori Viareggini 1969
Questa voce raccoglie le informazioni riguardanti il Società Pattinatori Viareggini  nelle competizioni ufficiali della stagione 1969.

## Stagione
I Rossoneri terminano al 3º posto, dietro ad Enel Bari (vincitore del torneo) e Grosseto.

## Maglie e sponsor
|  | Casa | Trasferta |

## Rosa
| N. |                   | Ruolo | Calciatore       |
| -- | ----------------- | ----- | ---------------- |
|    | Italia (bandiera) | P     | Franco Palagi    |
|    | Italia (bandiera) | P     | Gherardi         |
|    | Italia (bandiera) | P     | Arrighini        |
|    | Italia (bandiera) | E     | Cinquini         |
|    | Italia (bandiera) | E     | Riccardo Pardini |
|    | Italia (bandiera) | E     | Musetti          |
|    | Italia (bandiera) | E     | Salvatori        |
|    | Italia (bandiera) | E     | Bandieri         |
|    | Italia (bandiera) | E     | Lirio Valenti    |
|    | Italia (bandiera) | E     | Consorti         |
|    | Italia (bandiera) | E     | M. Piacentini    |
|    | Italia (bandiera) | E     | F. Piacentini    |

| N. |                   | Ruolo | Calciatore  |
| -- | ----------------- | ----- | ----------- |
|    | Italia (bandiera) | E     | Della Latta |
|    | Italia (bandiera) | E     | Martini     |
|    | Italia (bandiera) | E     | Rossi       |
|    | Italia (bandiera) | E     | Pendibene   |